# Edward Bach

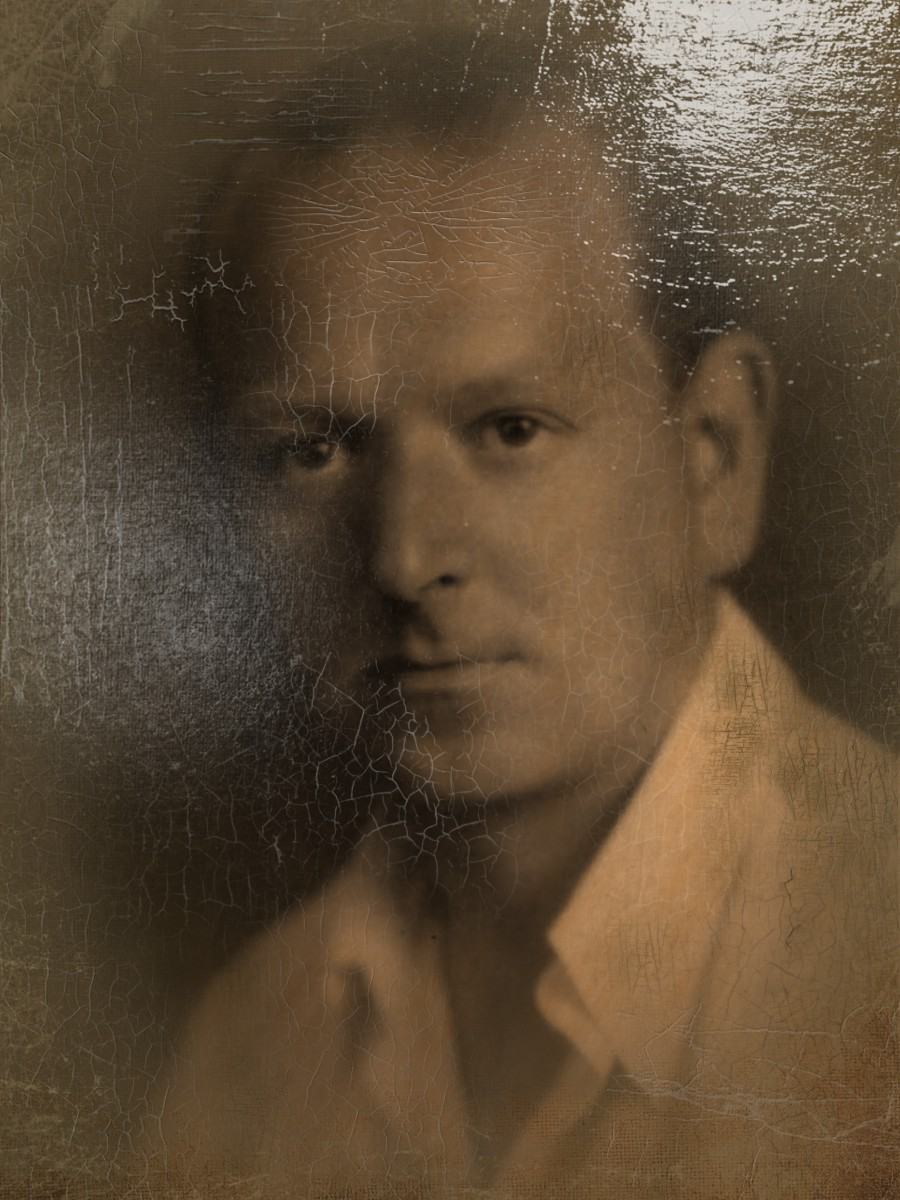
Edward Bach

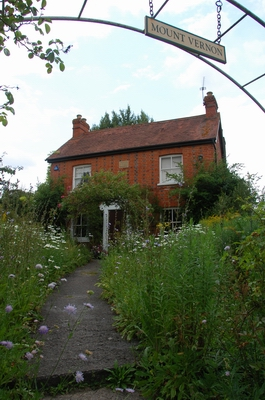
Mount Vernon, Bachs Haus in Brightwell-cum-Sotwell, in dem er ab 1934 lebte und arbeitete

Edward Bach ([ˈed wəd ˈbætʃ] anhörenⓘ; * 24. September 1886 in Moseley bei Birmingham; † 27. November 1936) war ein englischer Arzt. Er entwickelte die Bach-Blütentherapie, ein alternativmedizinisches Behandlungsverfahren.

## Leben
Bach wuchs in Birmingham auf, studierte Medizin am University College Hospital in London und erhielt sein Diplom in Cambridge. Bereits zu dieser Zeit hielt er bei Krankheiten die Persönlichkeit für wichtiger als die Krankheitssymptome. Er arbeitete als Chirurg und medizinischer Leiter der Unfallstation des University College Hospital, danach als Assistent in der bakteriologischen und immunologischen Abteilung. In dieser Zeit beschäftigte er sich mit der Herstellung von Autovaccinen aus verschiedenen Darmbakterien. Er hielt den Darm für eine Quelle von verschiedenen Giften, die, vom Körper absorbiert, die Ursache für Krankheiten sind.
In seiner Jugend fielen Bachs Naturverbundenheit und seine Empfindsamkeit, Intuition sowie Beobachtungsgabe bei Pflanzen und Tieren auf. Im Alter von 17 Jahren (1903) begann er in der Messinggießerei seines Vaters zu arbeiten und wurde so mit sozialen Fragen vertraut im Zusammenhang mit den dort herrschenden Arbeitsbedingungen und den sich ihm damit stellenden sozialmedizinischen Fragestellungen. In erster Linie beschäftigten ihn mögliche seelische Ursachen von chronischen körperlichen Krankheiten. 1906 begann er sein Medizinstudium.
1914, während des Ersten Weltkriegs, behandelte und versorgte er Kriegsverletzte, obwohl er wegen seiner labilen Gesundheit vom Kriegsdienst befreit war. 1917 wurde bei ihm Milzkrebs im fortgeschrittenen Stadium festgestellt und als Lebenserwartung drei Monate prognostiziert. Kurz vor seiner Krebsdiagnose starb seine erste Frau, Gwendoline Caiger, an Diphtherie.
Nach einer erfolgreichen Operation an seinem Tumor begann er 1918 wieder zu arbeiten, jetzt am London Homeopathic Hospital, und entwickelte aus seinen bakteriellen Autovaccinen sogenannte Nosoden, eine homöopathische Verdünnung dieser Stoffe. 1920 eröffnete er eine Praxis in London. Er hatte erneut geheiratet und hatte eine Tochter. Die Ehe wurde 1930 geschieden.
1930 schloss er seine erfolgreiche Praxis und widmete sich der Kräuterheilkunde. Er verbrachte Frühling und Sommer damit, neue Kräuterhilfsmittel zu finden und zu bearbeiten, im Winter desselben Jahres behandelte er Patienten kostenlos mit der Bach-Blütentherapie und begann sie zu bewerben. Sein Verhalten wurde von der ärztlichen Standesorganisation missbilligt, er behielt aber seine Zulassung.
Edward Bach starb im Alter von 50 Jahren am 27. November 1936 an Herzversagen. Eine Wirksamkeit der Bach-Blütentherapie konnte in klinischen Studien nicht nachgewiesen werden.

## Arbeitsweise
In seinem Buch „Heile dich selbst“ (Heal Thyself) schreibt er: „Krankheit wird nie durch anwesende materialistische Methoden kuriert oder ausgerottet, aus dem einfachen Grund, dass Krankheit in ihrem Ursprung nicht materiell ist. […] Krankheit ist im Wesentlichen das Ergebnis des Konflikts zwischen der Seele und dem Verstand und wird nie ausgerottet werden, außer durch geistige und mentale Bemühung.“